# Lincoln Goines
Lincoln Goines (nato nel 1953) è un contrabbassista e bassista elettrico proveniente da Oakland, California.